# Karl Neßler

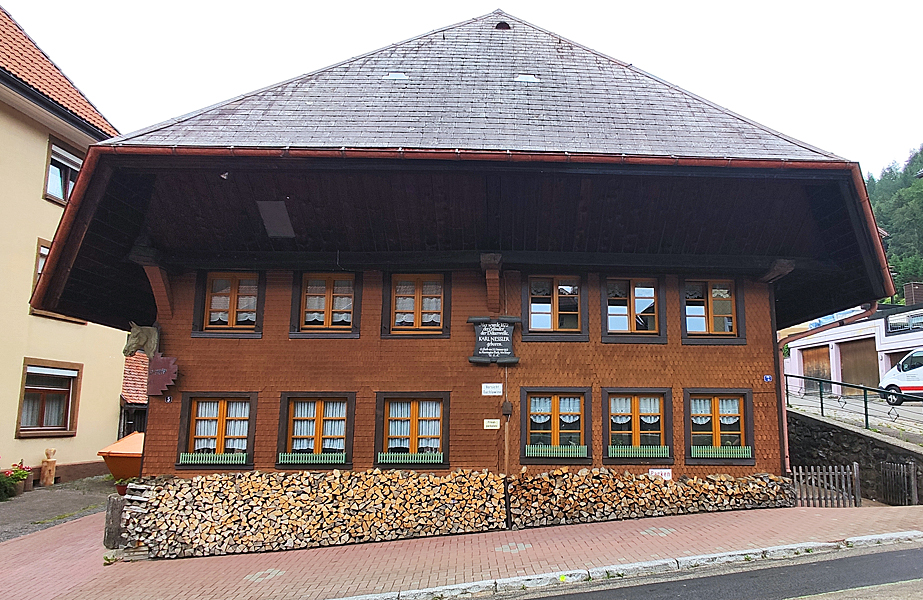
Dom rodzinny Nesslera w Todtnau

Karl Ludwig Neßler także Karl Nessler, od 1900 Charles Nestlé (ur. 2 maja 1872 w Todtnau, zm. 22 stycznia 1951 w Harrington Park w stanie New Jersey) – niemiecki fryzjer, wynalazca trwałej ondulacji, przedsiębiorca.

## Życiorys
Urodził się w Todtnau w Schwarzwaldzie, w ówczesnym Cesarstwie Niemieckim, jako syn szewca Bartholomäusa i Rosiny z domu Laitner. Od 1876 jego rodzina mieszkała w nieodległym Fahrnau (współcześnie część Schopfheim), po pożarze który strawił ich rodzinną miejscowość. Młody Karl szybko zakończył szkolną edukację i odtąd pracował w różnych miejscach. Najpierw był to zakład golarza w Fahrnau, u którego wytrwał tylko kilka miesięcy. W latach 1885–1892 nauczył się włoskiego i francuskiego, podejmując różne zajęcia w Szwajcarii i Włoszech, między innymi w zakładzie fryzjerskim w Genewie. Z kolei w Paryżu poznał metodę ondulacji gorącą lokówką, wynalezioną przez François Marcela.

## Wynalazki

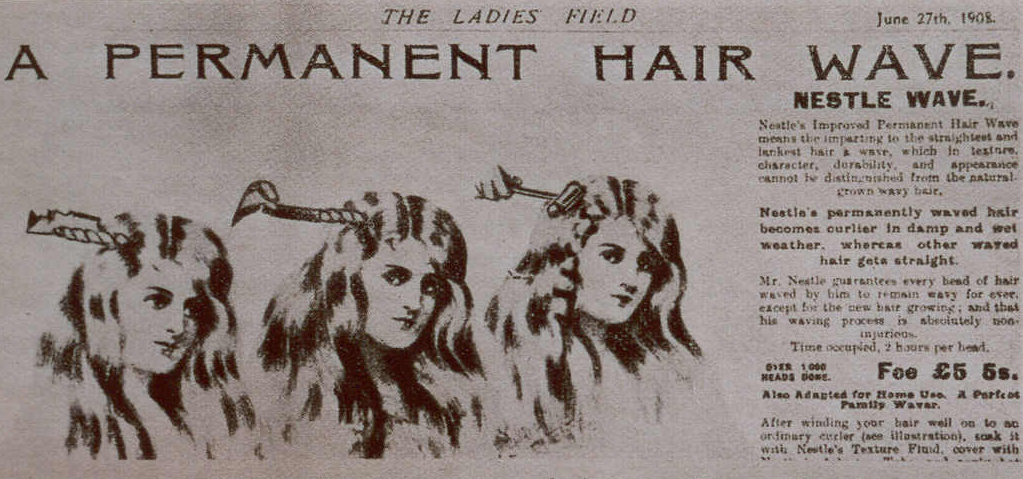
Reklama trwałej ondulacji Nestlégo z 1908, z informacjami o czasie trwania zabiegu 2 godziny i cenie 5 funtów i 5 szylingów; wykwalifikowany robotnik musiał pracować na taką kwotę ponad dwa tygodnie

Pierwszym wynalazkiem Nesslera były sztuczne rzęsy i brwi. Sprzedawał je we własnym zakładzie otwartym w Londynie w 1900, od tego mniej więcej czasu używając nazwiska Charles Nestlé.
W 1906 zaczął oferować procedurę trwałej ondulacji. Jej wynalazek był skutkiem trwającej jeszcze od czasów pracy u golarza w Fahrnau ciekawości, dlaczego niektóre włosy naturalnie się kręcą, podczas gdy u innych są proste, oraz doświadczeń z metodą Marcela w Paryżu. Metoda polegała na poddaniu włosów kąpieli w płynie o odczynie alkalicznym i następnie podgrzaniu ich. Procedura ta powodowała zerwanie mostków dwusiarczkowych w keratynie, z której są zbudowane włosy. Włosy były nawijane przed kąpielą na rolkę i na niej ogrzewane gorącą tuleją. Wówczas można było odbudować mostki przez kolejny zabieg, co stabilizowało kształt włosów nadany przez rolkę na trwałe i czyniło go odpornym na późniejsze mycie. Wynalazek spotkał się z oporem fryzjerów, był ponadto drogi, czasochłonny i nieprzyjemny, ale powoli zaczął się przyjmować.
Na początku I wojny światowej Nestlé został internowany, ale zdołał wyjechać do USA w 1915, gdzie otworzył zakład w Nowym Jorku, a wkrótce także jego filie w innych miastach. Zaczęło mu się powodzić finansowo na tyle dobrze, że po zakończeniu wojny mógł hojnie wesprzeć mieszkańców swojego rodzinnego Todtnau. Prowadził nie tylko działalność usługową, ale także produkcję preparatów i aparatury do trwałej ondulacji. W 1924 pojawiły się ulepszenia trwałej ondulacji pomysłu Josefa Mayera, które systematycznie wypierały z rynku metodę Nestlégo. Mimo to w 1927 miał nadal zatrudniać w sumie około 500 pracowników.
W 1928 sprzedał swoje interesy i zainwestował pozyskane środki na giełdzie. Rok później stracił je w wyniku krachu, który zapoczątkował wielki kryzys.
W 1934 zaprezentował aparat, który miał opóźniać powstawanie zmarszczek na skórze i wspomagać porost włosów. Jednak jego zasada działania nie okazała się poprawna i około 1940 roku jego produkcja została zakończona. W połowie lat 40. XX wieku wynaleziona została nowa, szybsza i mniej niszcząca procedura trwałej ondulacji na zimno oparta na kwasie tioglikolowym, która ostatecznie wyparła metody na ciepło.

## Życie prywatne
Zawarł w 1901 roku związek małżeński z Kathariną Laible (1879–1935). Z małżeństwa urodziło się dwóch synów i dwie córki.